# キョーレツ科学者・フラニー
キョーレツ科学者・フラニー (Franny K. Stein, Mad Scientist) はジム・ベントン (Jim Benton) による小学生向けの SF コメディー小説である。2014年現在、本国アメリカでは物語6巻、遊び絵本4巻が出ており、うち物語はすべてあかね書房から日本語訳が出ている。

## 概要
小学生の女の子、フラニー・K・シュタインは、フランケンシュタイン博士を尊敬するマッドサイエンティストであり、怪物を作り出したり新しい機械を発明したりするのが大好きである。しかしその発明により、たびたび事件が起きる。
フラニーは父、母、弟と暮らしているが、家族は至って普通で、フラニーの趣味や能力を今一つ理解していない。飼い犬のイゴールが助手として実験を手伝うが、失敗ばかりでかえって問題を起こしてしまう。

## 各巻あらすじ

### モンスターをやっつけろ！
- Lunch Walks Among Us (Franny K. Stein, Mad Scientist) ISBN 978-0689862953
- モンスターをやっつけろ！ （キョーレツ科学者・フラニー 1） 杉田七重訳、ISBN 978-4251043115

第 1 巻。転校してきたフラニーは他の子と仲良くなろうとするが、普通の子供たちの中では、凝り性で内臓好きのマッドサイエンティストは浮いてしまう。先生のアドバイスで、今時の可愛い女の子になる実験をしたところ、うまく行くが、そこに怪物が現れる。
原題の "Lunch Walks Among Us" は、1956 年の映画、"The Creature Walks Among Us" のもじり。

### ドデカビームで大あばれ！
- Attack of the 50-Ft. Cupid (Franny K. Stein, Mad Scientist) ISBN 978-0689862960
- ドデカビームで大あばれ！ （キョーレツ科学者・フラニー 2） 杉田七重訳、ISBN 978-4251043122

第 2 巻。先生から、バレンタインデーにはキューピッドやハートの絵を描いたカードを送ると教えられるが、フラニーはその趣味を理解できない。一方、母親が買い与えた犬のイゴールは、失敗ばかりで、フラニーに手伝いを禁止される。しかしキューピッドの絵がフラニーの発明品により巨大なキューピッドとして現実化してしまう。
原題の "Attack of the 50-Ft. Cupid" は、1958 年の映画、"Attack of the 50 Foot Woman" （邦題: 『妖怪巨大女』）のもじり。

### 透明フラニー大作戦！
- The Invisible Fran (Franny K. Stein, Mad Scientist) ISBN 978-0689862977
- 透明フラニー大作戦！ （キョーレツ科学者・フラニー 3）杉田七重訳、ISBN 978-4251043139

第 3 巻。学校で趣味の発表があるが、フラニーは他の生徒の凡庸な趣味を理解できない。フラニーは実験の面白さを力説するが、理解されない。そこでフラニーは透明になり、他の生徒の耳元で実験の面白さをささやいて、フラニーが製作中のロボットを作らせようとする。
原題の "The Invisible Fran" は、1933 年の映画、"The Invisible Man" （透明人間）のもじり。

### タイムマシンで大暴走！
- The Fran That Time Forgot (Franny K. Stein, Mad Scientist) ISBN 978-0689862946
- タイムマシンで大暴走！（キョーレツ科学者・フラニー 4） ISBN 978-4251043146

第 4 巻。フラニーは実験で学校から表彰された時、秘密にしていたミドルネームがカワイーナ (Kissypie) であることが知られ、皆に笑われてしまう。そこでタイムマシンで過去に行き、生まれたばかりの自分のミドルネームをキョエーッ (Kaboom) に変える。現代に帰還する前に未来に立ち寄ると、一層ひどく笑われて悪の道に進んだ十代のフラニーが、地球を怪物で埋め尽くそうとしていた。
原題の "The Fran That Time Forgot" は、1975 年の映画、"The Land That Time Forgot" （恐竜の島）のもじり。

### ミクロフラニー危機一髪！
- Frantastic Voyage (Franny K. Stein, Mad Scientist) ISBN 978-1416902300
- ミクロフラニー危機一髪！（キョーレツ科学者・フラニー 5）杉田七重訳、ISBN 978-4251043153

第 5 巻。フラニーは発明品が悪者に奪われて地球征服に使われるのを恐れ、発明品を地球の半分もろとも破壊する最終爆弾を作るが、助手の飼い犬、イゴールがそれを間違って食べてしまう。フラニーは小さくなってイゴールの胃の中に飛び込む。
原題の "Frantastic Voyage" は、1966 年の映画、"Fantastic Voyage" （ミクロの決死圏）のもじり。

### フラニー対ロボフラニー
- The Fran with Four Brains (Franny K. Stein, Mad Scientist) ISBN 978-1416902324
- フラニー対ロボフラニー（キョーレツ科学者・フラニー 6）杉田七重訳、ISBN 978-4251043160

フラニーのお母さんは今時の教育熱心な母親で、フラニーに多くの習い事をさせている。そこでフラニーはロボット・フラニーを 3 台作り、代わりに習い事をさせるが、フラニー以上に完璧主義のロボット・フラニーたちはやがて邪魔者を排除しようとし出す。
原題の "The Fran with Four Brains" は、1983 年の映画、"The Man with Two Brains" （2 つの頭脳を持つ男）のもじり。

### 遊び絵本
遊び絵本はすべて未訳。
- Mucho Monsters (Franny K. Stein, Mad Scientist Activity Book) ISBN 978-1416925286
- Blueprints and Bloopers (Franny K. Stein, Mad Scientist Activity Book) ISBN 978-1416925293
- Spooky Science (Franny K. Stein, Mad Scientist) ISBN 978-1416935537
- Monster Maker (Franny K. Stein, Mad Scientist) ISBN 978-1416936572